# Старобільська монокліналь
Старобільська монокліналь – геологічна структура на південному сході України, північний борт Донецького прогину. Займає північну частину Луганської області. Утворена тектонічними герцинськими та альпійськими рухами. Розріз кам’яновугільної системи потужністю 1-3 км представлений перешаруванням морських, континентальних та перехідних фацій (вапняки, аргіліти, пісковики з прошарками вугілля). Піщано-глинисті континентальні відклади тріасу потужністю до 140 м поширені в найбільш зануреній півд.-зах. частині С.м. Крейдові мергелі, крейди, глини загальною потужністю 150-500 м незгідно перекривають палеозойські та мезозойські породи. Палеогенові й неогенові піщано-глинисті осади потужністю 80-100 м залягають на вододілах і перекритті антропогеновими лесовидними суглинками, супісками тощо потужністю до 30 м. Залягання кам’яновугільних порід, нахилених на 1-5о на півд. від Воронезького масиву, ускладнене невеликими підняттями, западинами, куполами, розломами. Корисні копалини: вугілля перехідного типу (від кам’яного до бурого), горючий газ, крейда, вогнетривкі глини, формувальні піски тощо.